# 海嘯警告 (香港)
海嘯警告（英語：Tsunami Warning）是猛烈地震預計會產生或已產生海嘯，導致香港受顯著海嘯（即海嘯高度比正常水位高出0.5米以上）影響，並會在3小時內抵達香港時，由香港天文台發出的警告信號。
如預料南海或太平洋發生的強烈地震會引發海嘯，導致香港受顯著海嘯（即海嘯高度比正常水位高出0.5米以上）影響，而預計海嘯會在三小時內抵達香港，天文台會發出海嘯警告；對於有可能影響香港但在三小時後才抵達香港的顯著海嘯，天文台會首先發出海嘯報告通知市民。此外，如香港可能受海嘯影響但預料香港的海嘯不顯著，天文台亦會發出海嘯報告通知市民。
2004年12月南亞海嘯發生後，香港天文台在2005年9月設立海嘯警告，是天文台最新設立的正式警告。此項警告設立至今仍未需要真正發出，惟獨在2007年4月3日一度誤發。

## 發出海嘯警告時會顯示的資料
- 引發海嘯的地震發生的時間、位置及震級。
- 預計海嘯抵達香港的時間。
- 估計香港的海嘯高度。
- 建議市民採取預防措施。
- 香港當日的正常潮汐資料。（屬非必要項目，提供與否視乎有否資料及與該事件是否相關）
- 太平洋或南海其他地方錄得的海嘯高度。（屬非必要項目，提供與否視乎有否資料及與該事件是否相關）
- 預防措施： 
  - 遠離岸邊、海灘及沿岸低窪地區。如身處這些地點，應前往內陸地方或地勢較高的地面。如沒有時間迅速前往內陸地方或地勢較高的地面，可棲身於以鋼筋混凝土建造的多層建築物的較高樓層，以策安全。
  - 切勿進行水上活動。
  - 船隻應遠離岸邊或淺水水域。如船隻繼續繫泊於避風塘，應使用雙倍的繫泊用具，而所有人員均應離開船隻，前往地勢較高的地面。
  - 請遵照這些預防措施，直到天文台取消海嘯警告為止。
  - 請留意電台或電視台廣播的進一步資料。

## 海嘯報告
如香港可能受海嘯影響但預料不顯著，或香港附近有跡象出現海嘯，但影響香港機會不大，天文台會發出海嘯報告通知市民。對於有可能影響香港，並會在3小時內抵達香港的顯著海嘯，香港天文台才會發出海嘯警告。
2006年12月26日晚上，台灣發生強烈地震，天文台首次發出海嘯報告。
海嘯報告會包括以下資料：
- 引發海嘯的地震發生的時間、位置及震級。
- 說明已經或可能引發海嘯，以及估計海嘯抵達香港的時間。如預料海嘯在香港的高度低於0.5米，亦會予以說明。
- 香港當日的正常的潮汐資料。（屬非必要項目，提供與否視乎有否資料及與該事件是否相關）
- 太平洋或南海周圍其他地方錄得的海嘯高度。（屬非必要項目，提供與否視乎有否資料及與該事件是否相關）

## 海嘯報告發出紀錄
| 地震事件                         | 首次報告時間         | 最後報告時間         | 香港錄得最高的水位異常 |
| -------------------------------- | -------------------- | -------------------- | ---------------------- |
| 2006年恆春地震                   | 2006年12月26日 21:30 | 2006年12月26日 22:55 | 少於0.1米              |
| 2011年日本東北地方太平洋近海地震 | 2011年3月11日 15:55  | 2011年3月11日 23:00  | 0.2米                  |
| 2024年花蓮地震                   | 2024年4月3日 11:10   | 2024年4月3日 14:00   | 7厘米                  |
| 2025年堪察加半島地震             | 2025年7月30日 13:30  | 2025年7月30日 20:00  | 7厘米                  |

## 誤發海嘯警告
海嘯警告自制定以來至今，從未實際發出，但於2007年4月3日中午天文台卻因人手出錯，而在「每小時溫度及濕度報告」錯誤指出「海嘯警告現正生效」，之後在下午12時20分更正有關資料，並在下午2時40分透過傳播媒介作出道歉聲明。